# Joan Altimira i Viñolas
Joan Altimira i Viñolas (? - Barcelona, 17 de desembre de 1983) fou un violinista i compositor manresà.
Va tocar el violí a l'Orquestra del Teatre del Liceu i de l'Orquestra Pau Casals als anys 30 del segle passat. Posteriorment va exercir la docència de violí i d'harmonia a l'Escola Municipal de Música de Manresa a partir de 1933. Amb el Quartet Laietà va actuar al Palau de la Música. Durant diverses temporades a partir de 1950, els seus alumnes li van oferir un homenatge al Palau de la Música. Va compondre com a mínim dues sardanes.